# Draconarius potanini
Draconarius potanini är en spindelart som först beskrevs av Schenkel 1963.  Draconarius potanini ingår i släktet Draconarius och familjen mörkerspindlar. Inga underarter finns listade i Catalogue of Life.